# مسجد عبد الحميد
تعريفه
مسجد عبد الحميد هو مسجد قديم جدا من عام 1932
الموقع
يقع في سنغافورة،منطقة كانت تعرف آنذاك بكامبونج باسيران عند تقاطع شارع جنتل وجنتل محرك
وقت البناء
بني المسجد في عام 1932، 
أعمال المسجد وفوائده وخدماته
المسجد يخدم احتياجات العاملين في المكتب حول بلدة نيوتن وبلدة نوفينا،
الطاقة الإيجابية للمسجد
للمسجد طاقة استيعابية تتسع لحوالي 500 مصلي في وقت واحد، 
أعمال المسجد
المسجد يقدم الدراسات الدينية للسكان المحليين مرتين في الأسبوع .

## وصلات خارجية
- البوم صور مسجد عبد الحميد